# Londoner Konferenz (1992)
Die Londoner Konferenz über das ehemalige Jugoslawien fand vom 26. bis 27. August 1992 während des Kroatien- und Bosnienkriegs statt.
Den Vorsitz der Konferenz hatte Lord Carrington (1919–2018). Sie verabschiedete einen Prinzipienkatalog zur Behandlung der Jugoslawien-Frage, der hauptsächlich auf den Schutz der Menschenrechte und Grundfreiheiten sowie der Minderheiten abhob. Ferner enthielt er die ausdrückliche Verurteilung von Massenvertreibungen.